# Niedergesteln

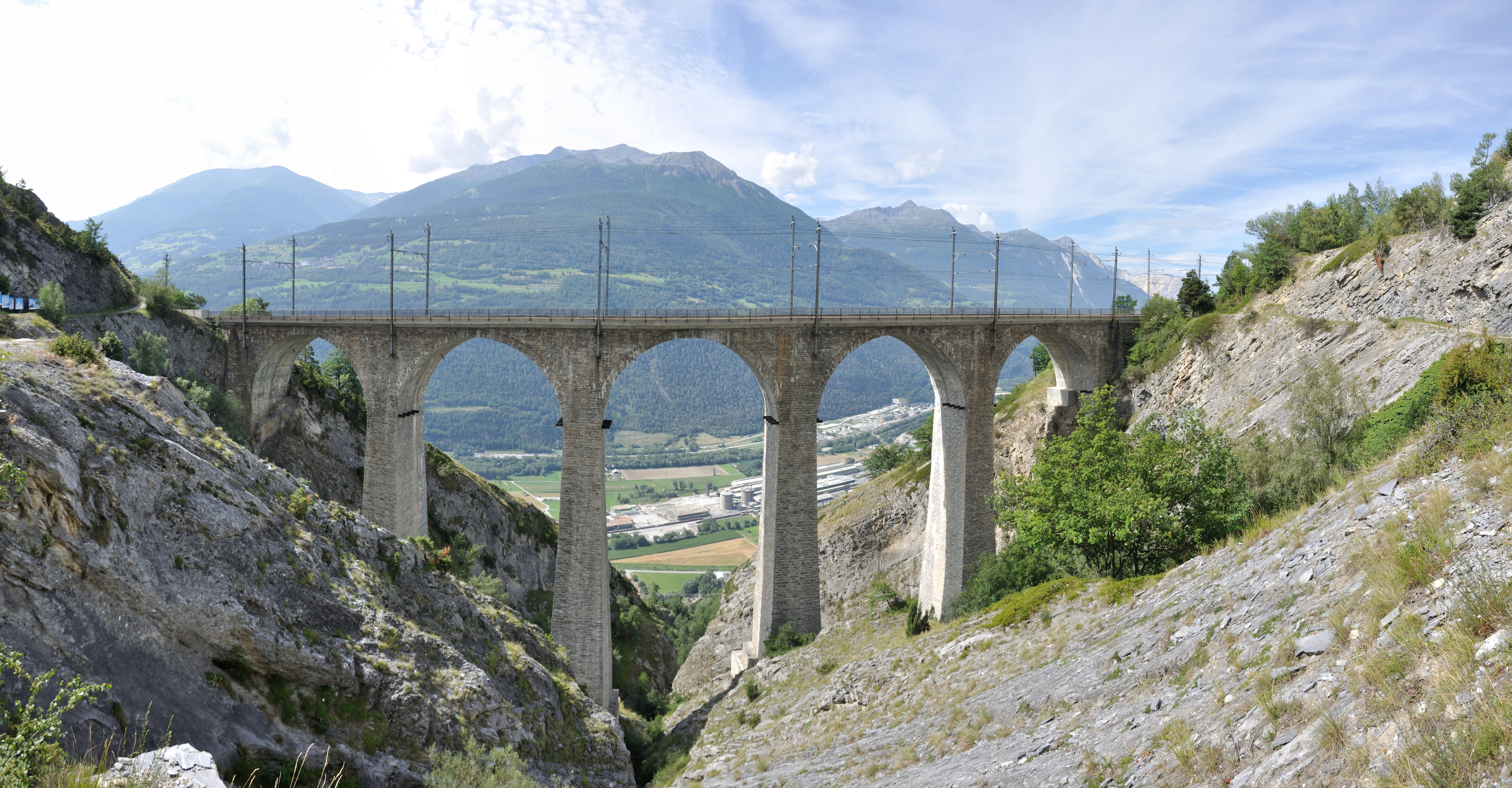
BLS Bahnbrücke Lüegilchinviadukt

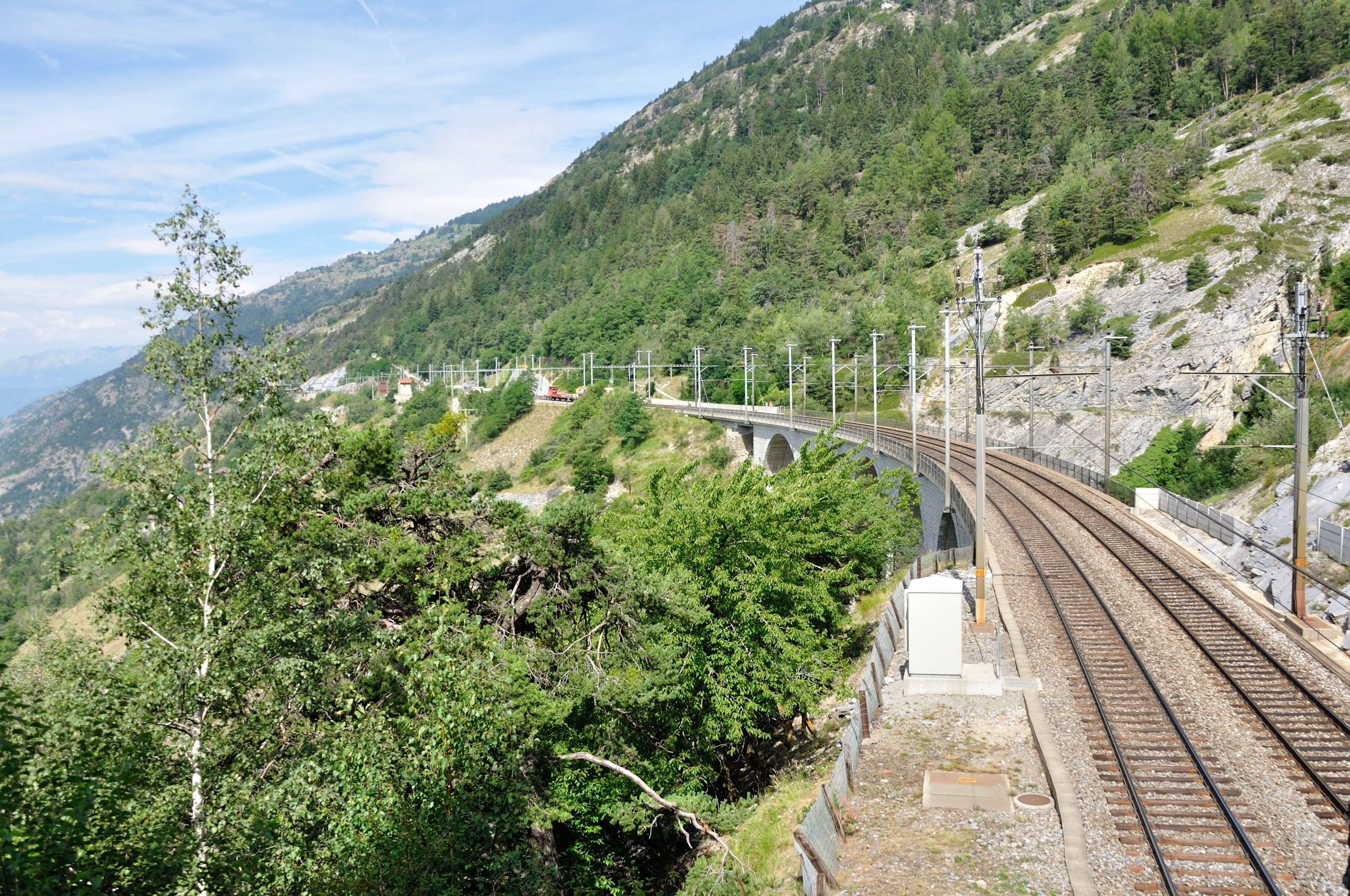
Lötschberg Südrampe

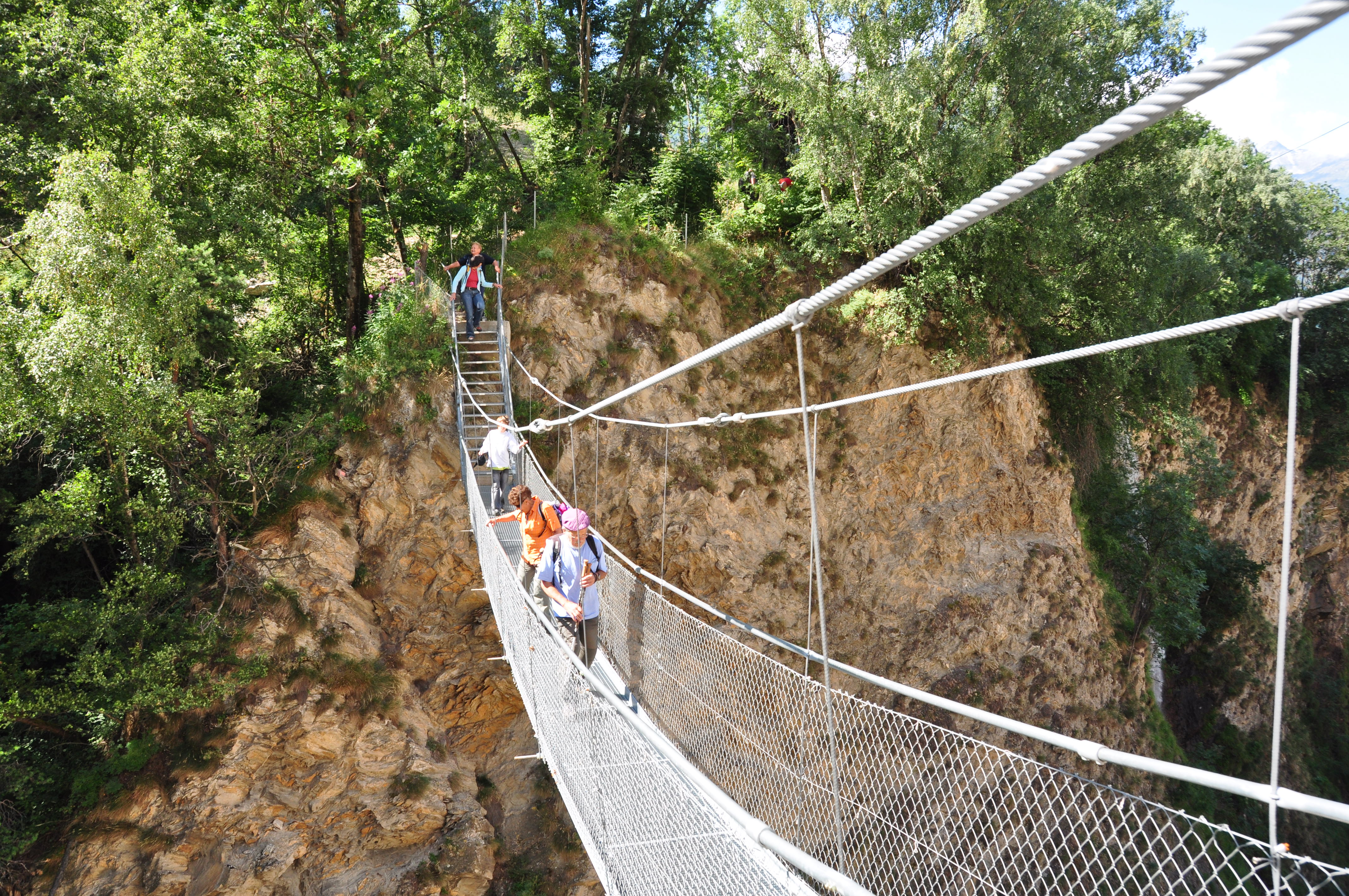
Hängebrücke über der Jolischlucht

Niedergesteln (walliserdeutsch: Geschtillu [ˈgeʃdɪlˑʊ] oder [ˈgeʃtilːu], frz. Châtillon-le-Bas) ist eine Munizipalgemeinde und eine Burgergemeinde mit einem Burgerrart im Bezirk Westlich Raron sowie eine Pfarrgemeinde des Dekanats Raron im Schweizer Kanton Wallis.

## Geographie
Die Gemeinde umfasst eine Fläche von insgesamt 1746 Hektar; davon gehören 1213 Hektar zum UNESCO-Weltnaturerbegebiet Schweizer Alpen Jungfrau-Aletsch. Sie ist eine von 23 Gemeinden, die Flächen in der Welterbe-Region besitzen.
Das Dorf liegt im Norden des Schweizer Rhonetals am Fusse der im 12. Jahrhundert von den Herren von Turn erbauten Gestelnburg, die von hier aus ihre Besitztümer regierten. Zu den Sehenswürdigkeiten gehört die begehbare und beleuchtete Eiszeithöhle im Innern des Burgfelsens. Das Dorfbild wird einerseits durch den Dorfkern geprägt, andererseits durch die Jolibachschlucht. Entlang dieser Schlucht gelangt man über Wanderwege, Suonen und die Südrampe der BLS-Lötschberg-Bergstrecke ins Jolital, welches ein Teil des UNESCO-Weltnaturerbes ist.

## Geschichte

Luftbild (1955)

Erste urkundliche Erwähnungen des Ortes sind Chastellon (1179/1184) und Castellion (1224). Der Ortsname geht auf lateinisch-romanisches castelliōne zurück, das die Verkleinerungsform zu lateinisch castellum «befestigtes Lager, Burg» ist.

## Bevölkerung
| Bevölkerungsentwicklung | Bevölkerungsentwicklung | Bevölkerungsentwicklung | Bevölkerungsentwicklung | Bevölkerungsentwicklung | Bevölkerungsentwicklung | Bevölkerungsentwicklung | Bevölkerungsentwicklung | Bevölkerungsentwicklung | Bevölkerungsentwicklung |
| ----------------------- | ----------------------- | ----------------------- | ----------------------- | ----------------------- | ----------------------- | ----------------------- | ----------------------- | ----------------------- | ----------------------- |
| Jahr                    | 1850                    | 1900                    | 1950                    | 2000                    | 2010                    | 2012                    | 2014                    | 2016                    | 2022                    |
| Einwohner               | 176                     | 240                     | 344                     | 573                     | 679                     | 684                     | 679                     | 696                     | 743                     |

## Sehenswürdigkeiten
- Katholische Priorats- und Pfarrkirche St. Maria
- Ruine Gestelnburg
- Eiszeithöhle auf der Gestelnburg-Ruine
- Wafa-Hüs (Wefa-Haus)
- Pfarreizentrum
- Gut erhaltener alter Dorfteil
- UNESCO-Weltnaturerbe Schweizer Alpen – Eingangstor (Info Point)
- Hängebrücke über der Jolischlucht
- Jolischlucht
- BLS Bahnbrücke Lüegilchinviadukt
- Wandergebiet Niedergesteln – Joli
- Suonenwanderungen bei Niedergesteln und im Jolital
- Baggilla (Kleiner See an der Rhone)

## Weiler und Ortsteile
- Gesch (Geesch)
- Alpe Tatz
- Voralpe Liden
- Voralpe Brägji (Bregy)
- Lüegjiu
- Alpe Joli
- Alpe Mattachru (Mattackern)
- Wasserleitu